# Serratula baetica
Serratula baetica é uma espécie de planta com flor pertencente à família Asteraceae. 
A autoridade científica da espécie é Boiss., tendo sido publicada em Prodromus Systematis Naturalis Regni Vegetabilis 7(1): 306. 1838.

## Portugal
Trata-se de uma espécie presente no território português, nomeadamente os seguintes táxones infraespecíficos:
- Serratula baetica var. lusitanica - presente em Portugal Continental. Em termos de naturalidade é endémica da região atrás referida. Não se encontra protegida por legislação portuguesa ou da Comunidade Europeia.
- Serratula baetica var. sampaiana - presente em Portugal Continental. Em termos de naturalidade é endémica da região atrás referida. Não se encontra protegida por legislação portuguesa ou da Comunidade Europeia.